# Karel Horák (fotbalista)
Karel Horák (26. února 1918 Hulín – 5. února 1988) byl český fotbalista, brankář, československý reprezentant.

## Sportovní kariéra
Dvojnásobný mistr Československa z let 1946 a 1948, oba tituly získal se Spartou Praha. Krom toho získal jeden titul v protektorátní lize (1944), taktéž se Spartou. Ve Spartě hájil branku v 212 utkáních. Na Letnou přišel roku 1942 z ligového SK Pardubice, předtím (do roku 1939) působil v Košicích (Na Slovensku chytal již jako 16letý dorostenec v roce 1934 divizi za ŠK Košice, později pak za ČŠK Bratislava.), kde se věnoval na špičkové úrovni také volejbalu.
Za československou reprezentaci odehrál šest utkání v letech 1946–1947. Byl 17. reprezentačním brankářem v její historii.

## Ligová bilance
| Ročník               | Zápasy | Góly | Klub            |
| -------------------- | ------ | ---- | --------------- |
| Národní liga 1939/40 | 22     | 0    | SK Pardubice    |
| Národní liga 1940/41 | 20     | 0    | SK Pardubice    |
| Národní liga 1941/42 | -      | 0    | SK Pardubice    |
| Národní liga 1942/43 | -      | 0    | AC Sparta Praha |
| Národní liga 1943/44 | 25     | 0    | AC Sparta Praha |
| Státní liga 1945/46  | 19     | 0    | AC Sparta Praha |
| Státní liga 1946/47  | 26     | 0    | AC Sparta Praha |
| Státní liga 1947/48  | -      | 0    | AC Sparta Praha |
| Státní liga 1948     | -      | 0    | AC Sparta Praha |
| CELKEM               | -      | 0    |                 |